# Список картографических проекций
В этом списке картографические проекции рассортированы по виду поверхности проектирования. Традиционно выделяют три категории проекций: цилиндрические, конические и азимутальные. Некоторые проекции трудно отнести к какой-либо из этих трёх категорий. С другой стороны, проекции можно классифицировать по характеристикам поверхности, которые они оставляют неизменными: направления, локальную форму, площадь и расстояние.

## Таблица проекций

### Цилиндрические
Термин «цилиндрическая проекция» используются по отношению к любой проекции, для которой меридианы проецируются в равноотстоящие вертикальные линии, а параллели — в горизонтальные линии.
| Проекция                                      | Пример | Создатель                | Год              | Примечания                                                               |
| --------------------------------------------- | ------ | ------------------------ | ---------------- | ------------------------------------------------------------------------ |
| Равнопромежуточная проекция                   |        | Марин Тирский            | ок. 120 г. н. э. | Простая геометрия; сохраняет расстояния вдоль экватора и всех меридианов |
| Галла — Петерса                               |        | Джеймс Галл, Арно Петерс | 1855             | Равновеликая                                                             |
| Равновеликая цилиндрическая проекция Ламберта |        | Иоганн Ламберт           | 1772             | Равновеликая                                                             |
| Проекция Меркатора                            |        | Герард Меркатор          | 1569             | Сохраняет углы, не может отображать полюса                               |
| Цилиндрическая проекция Миллера               |        | Осборн Миллер            | 1942             | Отображает полюса                                                        |
| Центральная цилиндрическая проекция           |        |                          | XIX в.           | Используется в панорамной фотографии                                     |

### Псевдоцилиндрические
Псевдоцилиндрические проекции представляют центральный меридиан и все параллели в виде отрезков прямых, проекции прочих меридианов не являются прямыми.
| Проекция                            | Пример | Создатель                    | Год      | Примечания |
| ----------------------------------- | ------ | ---------------------------- | -------- | ---------- |
| Проекция Эккерта IV                 |        | Макс Эккерт-Грейфендорфф     |          |            |
| Проекция Эккерта VI                 |        | Макс Эккерт-Грейфендорфф     |          |            |
| Проекция Гуда                       |        | Джон Гуд                     | 1923     |            |
| Проекция Каврайского                |        | В. В. Каврайский             | 1939     |            |
| Проекция Мольвейде                  |        | Карл Моллвейде               | 1805     |            |
| Синусоидальная проекция             |        | Николя Сансон Флемстид, Джон |          |            |
| Гиперэллиптическая проекция Тоблера |        | Валдо Тоблер                 | 1973     |            |
| Проекция Вагнера                    |        | К. Х. Вагнер                 |          |            |
| Проекция Хёльцеля                   |        | Хельцель                     | Ок. 1960 |            |

### Конические
| Проекция               | Пример | Создатель      | Примечания |
| ---------------------- | ------ | -------------- | ---------- |
| Равнопромежуточная     |        | Птолемей       |            |
| Равноугольная Ламберта |        | Иоганн Ламберт |            |

### Псевдоконические
| Проекция         | Пример | Создатель                         | Примечания |
| ---------------- | ------ | --------------------------------- | ---------- |
| Проекция Бонне   |        | Ригобер Бонне                     |            |
| Проекция Вернера |        | Иоганнес Вернер, Иоганнес Стабиус |            |
| Поликоническая   |        | Фердинанд Хасслер                 |            |

### Азимутальные
Азимутальные проекции сохраняют направления из центральной точки (и следовательно, большие окружности, проходящие через центральную точку, представлены прямыми на карте). Как правило, такие проекции также имеют радиальную симметрию масштабов, а значит и искажений: расстояния на карте из центральной точки вычисляются по функции r(d) от истинного расстояния d, независимо от угла; соответственно, круги с центром в центральной точке представлены кругами с центром в центральной точке на карте.
| Проекция                                    | Пример | Создатель      | Примечания                                                                                            |
| ------------------------------------------- | ------ | -------------- | --- |
| Азимутальная проекция                       |        |                | Эта проекция используется Геологической службой США в Национальном Атласе США, а также в эмблеме ООН. |
| Равновеликая азимутальная проекция Ламберта |        | Иоганн Ламберт | |

### Псевдоазимутальные
| Проекция        | Пример | Создатель       | Примечания |
| --------------- | ------ | --------------- | ---------- |
| Аитова          |        | Давид Аитов     |            |
| Хаммера         |        | Эрнст Хаммер    |            |
| Тройная Винкеля |        | Освальд Винкель |            |

### Полиэдрические
Полиэдрические проекции проецируют поверхность геоида на различные многогранные аппроксимации сферы. В качестве проекции на каждую грань часто используется гномоническая проекция, но некоторые картографы предпочитают равновеликую проекцию Фишера-Снайдера или равноугольную проекцию.
| Проекция                          | Пример | Создатель                   | Примечания                                                                                  |
| --------------------------------- | ------ | --------------------------- | ------------------------------------------------------------------------------------------- |
| «Бабочка» Кахилла                 |        | Бернард Кэххил              |                                                                                             |
| «Бабочка» Уотермана               |        | Стив Уотерман               |                                                                                             |
| Квадрилатеральный сферический куб |        | Ф. Кеннетт Чан, Э. М. О`Нил | Равновеликая                                                                                |
| Проекция Пирса                    |        | Чарлз Пирс                  | Равноугольная                                                                               |
| Проекция Димаксион                |        | Бакминстер Фуллер           | Уменьшение искажений ценой нарушения непрерывности карты                                    |
| Мириаэдрическая проекция          |        | Джек Ван Вийк               | Проекция глобуса на так называемый «мириаэдр» — многогранник с несколькими тысячами граней. |

## Проекции по их метрическим свойствам

### Равноугольные
| Проекция                                   | Пример | Создатель       | Примечания                |
| ------------------------------------------ | ------ | --------------- | ------------------------- |
| Равноугольная коническая проекция Ламберта |        | Иоганн Ламберт  | Не отображает южный полюс |
| Проекция Меркатора                         |        | Герард Меркатор | Не отображает полюса      |
| Проекция Пирса                             |        | Чарльз Пирс     | Равноугольная             |

### Равновеликие
- Проекция Моллвейде[англ.] (эллиптическая)
- Проекция Бонне и проекция Боттомли[англ.], их частными случаями являются:
  - Синусоидальная проекция
  - Проекция Вернера (кардиоидная)
- Проекция Колиньона[англ.]
- cylindrical equal-area[англ.], семейство проекций, включающее:
  - Проекция Галла — Петерса
  - Равновеликая цилиндрическая проекция Ламберта
  - Проекция Берманна[англ.]
  - Равноплощадная проекция Смита, или прямоугольная проекция Краснера
  - Тристан Эдвардс
  - Проекция Хобо — Дайера
  - Балтасарт
- Проекция Альберса
- Равноплощадная азимутная проекция Ламберта[англ.]
- Проекция Хаммера[англ.]
- Briesemeister
- Гиперэллиптическая проекция Тоблера, семейство проекций, включающее особый случай проекции Мольвельде, Колиньона и других цилиндрических равновеликих проекций.
- квадрилатеральный сферический куб[англ.]
- Равновеликая полиэдрическая проекция Снайдера, используемая для геодезических решёток.

Гибридные карты, использующие в одних регионах одну равновеликую проекции, а в других — другую:
- HEALPix[англ.]: Равновеликие цилиндрические проекции Колиньона и Ламберта;
- Гомолосинусоидальная проекция Гуда: синусоидальная + Мольвельде;
- Philbrick Sinu-Mollweide: синусоидальная + Мольвельде, косая, ненепрерваная[5].
- Асимметричная проекция Хатано: две разные псевдоцилиндрические проекции равной площади соединяются на Экваторе.

Многогранные равноплощадые карты обычно используют равновеликую проекция Ирвинга Фишера, в то время как большинство многогранных равноплощадых карт используют гномоническую прокцию.

### Равнопромежуточные

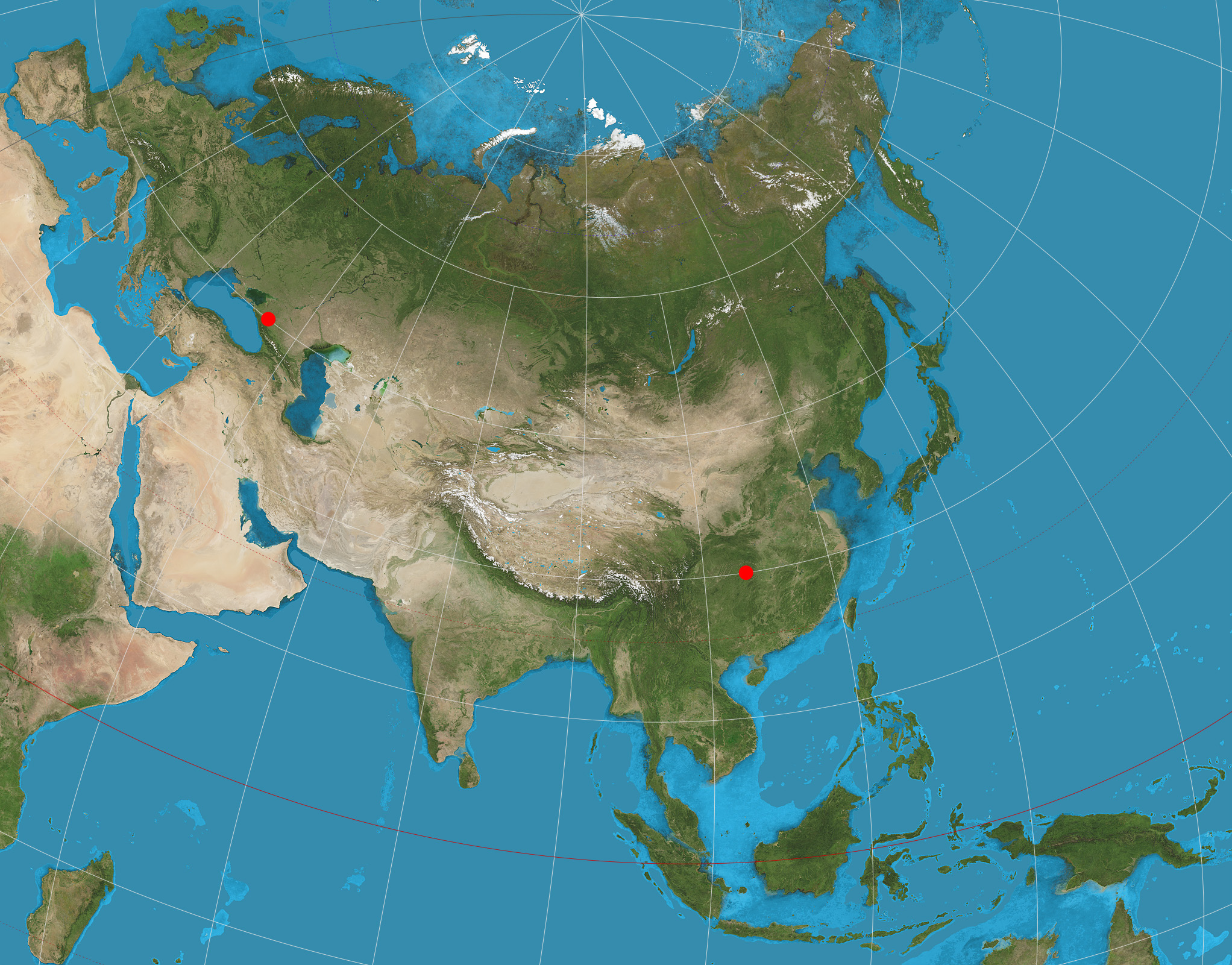
Равнопромежуточная проекция двух точек Азии

Равнопромежуточные проекции сохраняют расстояние между некоторыми стандартными точками или линиями.
- Азимутная равнопромежуточная проекция[англ.] — сохраняет расстояния вдоль больших окружностей, исходящих из центра
- Равнопромежуточная проекция — сохраняет расстояния вдоль меридиан[уточнить]
  - Проекция плате-карре — равнопромежуточная проекция с центром на экваторе
  - Проекция Кассини[англ.] (в честь Кассини, Цезарь Франсуа, иногда проекция Кассини — Зольднера) — поперечная цилиндрическая проекция сохраняет масштаб вдоль центрального меридиана и всех линий, параллельных ему, и не является ни равновеликой, ни равноугольной[7].
- Равнопромежуточная коническая проекция — локальные формы являются истинными вдоль стандартных параллелей, искажение постоянно вдоль любой данной параллели, но увеличивается по мере удаления от стандартных параллелей[8][9].
- Проекция Вернера, сохраняющая расстояние до северного полюса и по кривой вдоль параллелей;
- Равнопромежуточная проекция двух точек[англ.]: две «контрольные точки» выбираются произвольно составителем карты. Сохраняются расстояния между любой точкой на карте и этими точками[10].
- Ортографическая проекция — сохраняет расстояния между параллелями[11]
- Синусоидная проекция[англ.] — сохраняет расстояния между параллелями
- Азимутальная равновеликая проекция Ламберта[англ.] — сохраняет площадь отдельных полигонов, одновременно поддерживая истинное направление от центра[12].
- Поликоническая проекция[англ.] — нет искажений форм и местности площадей вдоль центрального меридиана [13].

### Гномоническая
| Проекция      | Пример | Создатель | Примечания |
| ------------- | ------ | --------- | ---------- |
| Гномоническая |        |           |            |

### Ретроазимутальная
| Проекция                          | Пример | Создатель | Примечания |
| --------------------------------- | ------ | --------- | ---------- |
| Ретроазимутальная проекция Крейга |        |           |            |

### Компромиссные проекции
| Проекция                        | Пример | Создатель               | Примечания |
| ------------------------------- | ------ | ----------------------- | --- |
| Проекция Робинсона              |        | Артур Робинсон          | Компромисс между конформными и равновеликими проекциями                                                            |
| Проекция Ван дер Гринтена       |        | Альфонс ван дер Гринтен | Компромисс между конформными и равновеликими проекциями                                                            |
| Цилиндрическая проекция Миллера |        | Osborn Maitland Miller  | |
| Тройная проекция Винкеля        |        | Винкель, Освальд        | Эта проекция — среднее арифметическое между равнопромежуточной проекцией и проекцией Айтофа                        |
| Проекция Димаксион              |        | Бакминстер Фуллер       | Уменьшает искажения путём потери неразрывности поверхности                                                         |
| «Бабочка» Кахилла               |        | Бернард Кахилл          | |
| «Бабочка» Уотермана             |        | Стив Уотерман           | |
| Проекция Каврайского            |        | В. В. Каврайский        | |
| Проекция Вагнера                |        |                         | Эквивалентна проекции Каврайского с коэффициентом горизонтального масштабирования {\displaystyle {\sqrt {3}}/{2}}. |